# Liberté et démocratie directe
Liberté et démocratie directe (en tchèque : Svoboda a přímá demokracie - Tomio Okamura, SPD) est un parti politique tchèque, fondé en 2015. Présidé par Tomio Okamura, il est classé à droite ou à l'extrême droite de l'échiquier politique.

## Histoire
Le parti a été fondé en mai 2015 par Tomio Okamura et Radim Fiala (cs) après qu'un certain nombre de députés du groupe parlementaire Aube – Coalition nationale quittent ce dernier. Étant donné que le parti n'existait pas avant les élections législatives tchèques de 2013, les huit députés de ce parti à l'époque étaient officiellement appelés « indépendants » jusqu'à l'élection législative tchèque de 2017. Après cette élection, où il se place à la quatrième position au coude à coude avec le second (ODS) et le troisième parti (Pirates), le parti obtient 22 sièges à la Chambre des députés tchèque.

## Programme

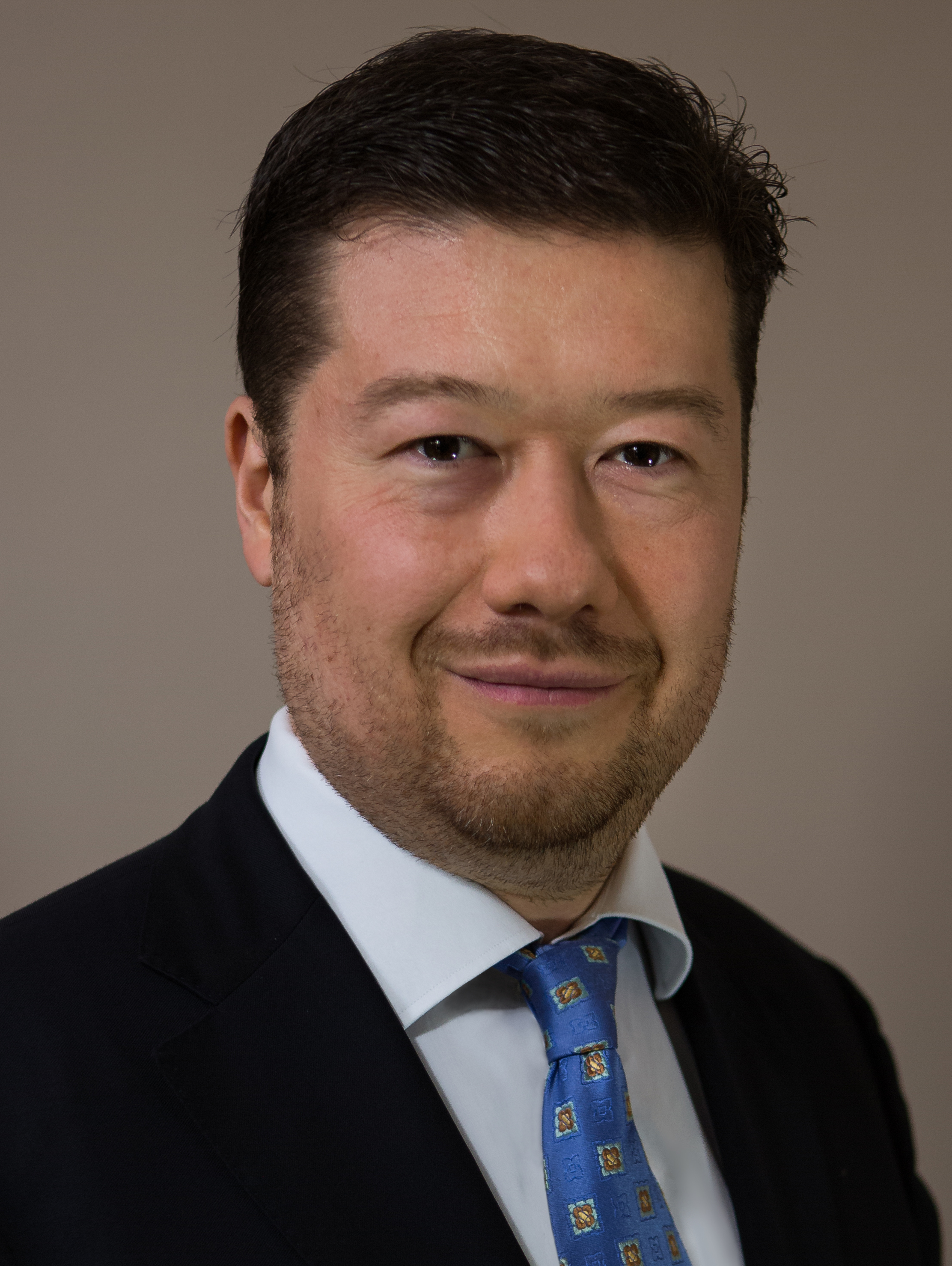
Photographie de Tomio Okamura président et fondateur de ce parti.

Considérant que l'Union européenne est incapable de se réformer, le SPD propose de tenir un référendum décidant de l'appartenance future de la Tchéquie à l'Union européenne selon l'exemple du Brexit. Son chef Tomio Okamura se déclare également favorable à la mise en place d'une armée territoriale défensive selon le modèle de l'armée suisse ou autrichienne et explique désirer potentiellement à terme sortir de l'Organisation du traité de l'Atlantique nord.
Le Parti est connu pour son opposition à toute immigration de masse notamment venant des pays musulmans. Dans le cadre de la crise migratoire en Europe, il s'est fortement opposé à tout quota de migrants imposé par l'Union européenne, Tomio Okamura affirmant à ce sujet : « nous vivons sous la dictature de l'UE ... Même, l'Union soviétique n'avait pas osé nous dicter qui devrait ou ne devrait pas vivre ici. »
Le parti est qualifié de néofasciste par Le Monde diplomatique.

## Relations internationales
Liberté et démocratie directe tire son nom du groupe parlementaire eurosceptique du Parlement européen, Europe de la liberté et de la démocratie directe. Le parti entretient des liens avec le Rassemblement national de Marine Le Pen, membre de l'Europe des nations et des libertés, un autre groupe parlementaire eurosceptique au Parlement européen.
En décembre 2017, le SPD a organisé à Prague une conférence du Mouvement pour une Europe des nations et des libertés, avec des partis tels que le Rassemblement national, le Parti pour la liberté, le Parti de la liberté d'Autriche et la Ligue du Nord.

## Résultats électoraux

### Chambre des députés
| Année | Voix    | %     | Sièges   | Rang | Gouvernement |
| ----- | ------- | ----- | -------- | ---- | ------------ |
| 2017  | 538 574 | 10,64 | 22 / 200 | 4e   | Opposition   |
| 2021  | 513 910 | 9,56  | 20 / 200 | 5e   | Opposition   |

### Parlement européen
| Année | Voix    | %    | Sièges | Groupe |
| ----- | ------- | ---- | ------ | ------ |
| 2019  | 216 718 | 9,14 | 2 / 21 | ID     |